# Regino González
Gral. Regino González fue un militar mexicano que participó en la Revolución mexicana. Como constitucionalista, militó en las fuerzas del general Ramón F. Iturbe en Culiacán, Sinaloa. Posteriormente, secundó el movimiento contra Venustiano Carranza en 1920. Fue Jefe del 32o. Regimiento que combatió en la Rebelión escobarista en 1929. Alcanzó el grado de brigadier.